# コパ・スダメリカーナ
コパ・スダメリカーナ（西: Copa Sudamericana）は、南米サッカー連盟（CONMEBOL）が主催する、クラブチームによるサッカーの国際大会である。CONMEBOLスダメリカーナ（西: CONMEBOL Sudamericana）とも呼ばれる。

## 概要
1998年から4回開催されたコパ・メルコスール（南米南部クラブカップ）とコパ・メルコノルテ（南米北部クラブカップ）を統合する形で、2002年より開催されている。大会の位置づけとしては、コパCONMEBOL（1992年～1999年）からの流れを汲む。
コパ・リベルタドーレスが欧州で言うところのUEFAチャンピオンズリーグだとすると、本大会はUEFAヨーロッパリーグに相当する。大会当初は日産自動車が冠スポンサーとなったため、Copa Nissan Sudamericana（コパ・日産・スダメリカーナ）が正式名称となっていたが、ブリヂストン（2011年度～2012年度／Copa Bridgestone Sudamericana）を経て、2013年度～2014年度はトタルが冠スポンサーとなったためにCopa Total Sudamericana（コパ・トタル・スダメリカーナ）となっていた。なお、"Copa Sudamericana"とはスペイン語で「南アメリカ杯」の意味である。2019年度からはUEFAヨーロッパリーグ同様、決勝は一発勝負で開催される。

## 開催方式
予選から準決勝までは全試合ホーム・アンド・アウェー方式で行われる。主に、加盟各国内リーグ戦のうち、コパ・リベルタドーレス出場順位の次点の数チーム（但し、次点チームであっても前回のコパ・リベルタドーレス優勝、あるいは国内カップ戦優勝などでコパ・リベルタドーレスに進出するチームは除く）が出場する権利を得る。

### 国別出場枠

#### 2021年度以降
- ブラジル：6
- アルゼンチン：6
- コロンビア：4
- チリ：4
- ウルグアイ：4
- パラグアイ：4
- エクアドル：4
- ペルー：4
- ボリビア：4
- ベネズエラ：4
- 同年度のコパ・リベルタドーレスの予選3回戦、グループステージ敗退チームの一部：12

2005年～2008年までは北中米カリブ海サッカー連盟（CONCACAF）からも招待されていた。

#### 出場枠数の変遷
|                            | 2002 | 2003- 2004 | 2005- 2008 | 2009 | 2010- 2011 | 2012- 2016 | 2017- 2020 | 2021- |
| -------------------------- | ---- | ---------- | ---------- | ---- | ---------- | ---------- | ---------- | ----- |
| 前回大会覇者               | 1    | 1          | 1          | 1    | 1          | 1          | -          | -     |
| 同年度のCL出場クラブの一部 | -    | -          | -          | -    | -          | -          | 10         | 12    |
| アルゼンチン               | 4    | 6          | 6          | 6    | 6          | 6          | 6          | 6     |
| ボリビア                   | 2    | 2          | 2          | 2    | 3          | 4          | 4          | 4     |
| ブラジル                   | -    | 12         | 8          | 8    | 8          | 8          | 6          | 6     |
| チリ                       | 2    | 2          | 2          | 2    | 3          | 4          | 4          | 4     |
| コロンビア                 | 2    | 2          | 2          | 2    | 3          | 4          | 4          | 4     |
| エクアドル                 | 2    | 2          | 2          | 2    | 3          | 4          | 4          | 4     |
| パラグアイ                 | 2    | 2          | 2          | 2    | 3          | 4          | 4          | 4     |
| ペルー                     | 2    | 2          | 2          | 2    | 3          | 4          | 4          | 4     |
| ウルグアイ                 | 2    | 2          | 2          | 2    | 3          | 4          | 4          | 4     |
| ベネズエラ                 | 2    | 2          | 2          | 2    | 3          | 4          | 4          | 4     |
| CONCACAF所属国             | -    | -          | 3          | -    | -          | -          | -          | -     |
| 合計                       | 21   | 35         | 34         | 31   | 39         | 47         | 54         | 56    |

- 2002年大会には、前回覇者の位置づけで、最後（2001年）のコパ・メルコスールで優勝したサン・ロレンソが招待された。
- 前回大会覇者は2017年度以降は当大会ではなく、コパ・リベルタドーレスのグループステージに出場するため、グループステージを3位で敗退し、当大会に出場しない限り、連覇が達成できない仕組みとなった。
- 2005年～2008年には、北中米カリブ海サッカー連盟から、メキシコの2チーム（主にリーガMXの上位チーム）、その他の国の1チーム（アメリカ合衆国（2005年大会＝MLSカップ2004優勝チーム／2007年大会＝サポーターズ・シールド2007受賞チーム）、コスタリカ（2006年大会＝コパ・インテルクルベスUNCAF2005優勝チーム）、ホンジュラス（2008年大会＝コパ・インテルクルベスUNCAF2007優勝チーム））が招待されていた。それに加えて、2007年大会には、前回大会覇者としてパチューカも出場した。
- ボカ・ジュニアーズとリーベル・プレートは、出場資格を満たしたかに関わらず、2002年大会～2008年大会まで当大会に招待されていた。

### 現行の開催方式

#### 予選
アルゼンチンとブラジル以外の8カ国から出場する32チームが、同じ国のチーム同士でホームアンドアウェー形式で対戦し、勝者はグループステージに進出する。

#### グループステージ
予選の勝者16チーム、アルゼンチンとブラジルから出場する12チーム、同じ年度のコパ・リベルタドーレスの予選3回戦で敗退した4チームの計32チームが出場し、各グループの勝者計8チームが決勝トーナメントに進出する。

#### 決勝トーナメント
グループステージの勝者8チーム、同じ年度のコパ・リベルタドーレスのグループステージを3位で敗退した8チームの計16チームが出場する。準決勝まではホームアンドアウェー形式で対戦する。決勝戦のみ、予め選定された中立地での1試合勝負で行い、優勝チームを決定する。

### 2017年から2020年までの開催方式

#### 予選1回戦
直接、当大会に出場する44チームを、南部のチーム（アルゼンチン、ボリビア、チリ、パラグアイ、ウルグアイ）対北部のチーム（ブラジル、コロンビア、エクアドル、ペルー、ベネズエラ）となるよう抽選する。ホームアンドアウェー形式の対戦の勝者が2回戦に進出する。

#### 予選2回戦
1回戦の勝者22チームに、同じ年度のコパ・リベルタドーレスの3回戦敗退チームのうち成績上位2チーム、グループステージを3位で敗退した8チームを加えた計32チームを抽選し、ホームアンドアウェー形式で対戦する。対戦の勝者16チームが決勝トーナメントに進出する。なお、抽選時に、2回戦の試合番号を基に決勝トーナメントの組み合わせも決定される。

#### 決勝トーナメント
予選2回戦の勝者16チームが進出し、ホームアンドアウェー形式で対戦する。2019年以降の決勝戦のみ、予め選定された中立地での1試合勝負で行い、優勝チームを決定する。

### 2016年までの開催方式
- 決勝トーナメントは2004年までは8チーム、2005年以降は16チームで行われた。
- 2005年以降、前回大会覇者は決勝トーナメントにシードされていた。（2008年大会を除く。）
- 予選に出場するブラジルとアルゼンチンのチームは、同じ国のチーム同士で対戦して決勝トーナメント進出を争う形式が多かった。2007年までは、その他の国も2カ国ずつのペア（計4チーム）で決勝トーナメント進出を争った。

### 優勝特典
この大会で優勝したクラブには、レコパ・スダメリカーナへの出場権が与えられる。2010年度大会から次年度のコパ・リベルタドーレスへの出場権も与えられるようになった。
また、2008年よりJリーグカップの優勝クラブと対戦する国際試合「Jリーグカップ/コパ・スダメリカーナ王者決定戦（旧：スルガ銀行チャンピオンシップ）」に招待されている。

## 結果
| 年度 | 優勝                               | 結果                       | 準優勝                     | 会場                                                                                  |
| ---- | ---------------------------------- | -------------------------- | -------------------------- | ------------------------------------------------------------------------------------- |
| 2002 | サン・ロレンソ                     | 4 - 0 0 - 0                | アトレティコ・ナシオナル   | アタナシオ・ヒラルド（メデジン） ペドロ・ビデガイン（ブエノスアイレス）               |
| 2003 | シエンシアーノ                     | 3 - 3 1 - 0                | リーベル・プレート         | エル・モヌメンタル（ブエノスアイレス） モヌメンタル・ビルヘン・デ・チャピ（アレキパ） |
| 2004 | ボカ・ジュニアーズ                 | 0 - 1 2 - 0                | ボリバル                   | エルナンド・シレス（ラパス） ラ・ボンボネーラ（ブエノスアイレス）                     |
| 2005 | ボカ・ジュニアーズ                 | 1 - 1 aet (PK 4 - 3)       | UNAMプーマス               | オリンピコ・ウニベルシタリオ（メキシコシティ） ラ・ボンボネーラ（ブエノスアイレス）   |
| 2006 | パチューカ                         | 1 - 1 2 - 1                | コロコロ                   | イダルゴ（パチューカ） ナシオナル（サンティアゴ）                                     |
| 2007 | アルセナル                         | 3 - 2 AG 1 - 2 AG          | クルブ・アメリカ           | アステカ（メキシコシティ） フアン・ドミンゴ・ペロン（アベジャネーダ）                 |
| 2008 | インテルナシオナル                 | 1 - 0 1 - 1 aet            | エストゥディアンテス       | シウダ・デ・ラ・プラタ（ラプラタ） ベイラ＝リオ（ポルト・アレグレ）                   |
| 2009 | LDUキト                            | 5 - 1 0 - 3                | フルミネンセ               | ロドリゴ・パス・デルガド（キト） マラカナン（リオデジャネイロ）                       |
| 2010 | インデペンディエンテ               | 0 - 2 3 - 1 aet (PK 5 - 3) | ゴイアス                   | セラ・ドウラーダ（ゴイアニア） リベルタドーレス（アベジャネーダ）                     |
| 2011 | ウニベルシダ・デ・チレ             | 1 - 0 3 - 0                | LDUキト                    | ロドリゴ・パス・デルガド（キト） ナシオナル（サンティアゴ）                           |
| 2012 | サンパウロ                         | 0 - 0 2 - 0                | ティグレ                   | ラ・ボンボネーラ（ブエノスアイレス） モルンビー（サンパウロ）                         |
| 2013 | ラヌース                           | 1 - 1 2 - 0                | ポンチ・プレッタ           | パカエンブー（サンパウロ） シウダ・デ・ラヌース（ラヌース）                           |
| 2014 | リーベル・プレート                 | 1 - 1 2 - 0                | アトレティコ・ナシオナル   | アタナシオ・ヒラルド（メデジン） エル・モヌメンタル（ブエノスアイレス）               |
| 2015 | サンタフェ                         | 0 - 0 aet (PK 3 - 1)       | ウラカン                   | トマス・アドルフォ・ドゥコ（ブエノスアイレス） ネメシオ・カマーチョ（ボゴタ）         |
| 2016 | シャペコエンセ                     | ----- 1                    | アトレティコ・ナシオナル   | -                                                                                     |
| 2017 | インデペンディエンテ               | 2 - 1 1 - 1                | フラメンゴ                 | リベルタドーレス（アベジャネーダ） マラカナン（リオデジャネイロ）                     |
| 2018 | アトレチコ・パラナエンセ           | 1 - 1 aet (PK 4 - 3)       | ジュニオール               | メトロポリターノ・ロベルト・メレンデス（バランキージャ） バイシャーダ（クリチバ）     |
| 2019 | インデペンディエンテ・デル・バジェ | 3 - 1                      | コロン                     | ヘネラル・パブロ・ロハス（アスンシオン）                                              |
| 2020 | デフェンサ・イ・フスティシア       | 3 - 0                      | ラヌース                   | マリオ・アルベルト・ケンペス（コルドバ）                                              |
| 2021 | アトレチコ・パラナエンセ           | 1 - 0                      | レッドブル・ブラガンチーノ | センテナリオ（モンテビデオ）                                                          |
| 2022 | インデペンディエンテ・デル・バジェ | 2 - 0                      | サンパウロ                 | マリオ・アルベルト・ケンペス（コルドバ）                                              |
| 2023 | LDUキト                            | 1 - 1 aet (PK 4 - 3)       | フォルタレーザ             | エスタディオ ドミンゴ ブルゲーニョ（マルドナド）                                      |
| 2024 | ラシン                             | 3 - 1                      | クルゼイロ                 | ヘネラル・パブロ・ロハス（アスンシオン）                                              |

- ^1 シャペコエンセが決勝第1戦の直前に航空機墜落事故で所属選手の大半を失ったため、2016年の決勝戦は実施されなかった。南米サッカー連盟はシャペコエンセを王者に認定し、対戦相手のアトレティコ・ナシオナルも優勝を譲る旨を表明している[3]。

## 統計

### クラブ別成績
| クラブ名                           | 優 | 準 | 優勝年度  | 準優勝年度     |
| ---------------------------------- | -- | -- | --------- | -------------- |
| LDUキト                            | 2  | 1  | 2009,2023 | 2011           |
| ボカ・ジュニアーズ                 | 2  | 0  | 2004,2005 |                |
| インデペンディエンテ               | 2  | 0  | 2010,2017 |                |
| アトレチコ・パラナエンセ           | 2  | 0  | 2018,2021 |                |
| インデペンディエンテ・デル・バジェ | 2  | 0  | 2019,2022 |                |
| リーベル・プレート                 | 1  | 1  | 2014      | 2003           |
| ラヌース                           | 1  | 1  | 2013      | 2020           |
| サンパウロ                         | 1  | 1  | 2012      | 2022           |
| サン・ロレンソ                     | 1  | 0  | 2002      |                |
| シエンシアーノ                     | 1  | 0  | 2003      |                |
| パチューカ                         | 1  | 0  | 2006      |                |
| アルセナル                         | 1  | 0  | 2007      |                |
| インテルナシオナル                 | 1  | 0  | 2008      |                |
| ウニベルシダ・デ・チレ             | 1  | 0  | 2011      |                |
| サンタフェ                         | 1  | 0  | 2015      |                |
| シャペコエンセ                     | 1  | 0  | 2016      |                |
| デフェンサ・イ・フスティシア       | 1  | 0  | 2020      |                |
| ラシン                             | 1  | 0  | 2024      |                |
| アトレティコ・ナシオナル           | 0  | 3  |           | 2002,2014,2016 |
| ボリバル                           | 0  | 1  |           | 2004           |
| UNAMプーマス                       | 0  | 1  |           | 2005           |
| コロコロ                           | 0  | 1  |           | 2006           |
| クルブ・アメリカ                   | 0  | 1  |           | 2007           |
| エストゥディアンテス               | 0  | 1  |           | 2008           |
| フルミネンセ                       | 0  | 1  |           | 2009           |
| ゴイアス                           | 0  | 1  |           | 2010           |
| ティグレ                           | 0  | 1  |           | 2012           |
| ポンチ・プレッタ                   | 0  | 1  |           | 2013           |
| ウラカン                           | 0  | 1  |           | 2015           |
| フラメンゴ                         | 0  | 1  |           | 2017           |
| ジュニオール                       | 0  | 1  |           | 2018           |
| コロン                             | 0  | 1  |           | 2019           |
| レッドブル・ブラガンチーノ         | 0  | 1  |           | 2021           |
| フォルタレーザ                     | 0  | 1  |           | 2023           |
| クルゼイロ                         | 0  | 1  |           | 2024           |

### クラブ所在国別成績
| 国・地域名   | 優 | 準 |
| ------------ | -- | -- |
| アルゼンチン | 10 | 6  |
| ブラジル     | 5  | 8  |
| エクアドル   | 4  | 1  |
| コロンビア   | 1  | 4  |
| メキシコ     | 1  | 2  |
| チリ         | 1  | 1  |
| ペルー       | 1  | 0  |
| ボリビア     | 0  | 1  |

## オフィシャルスポンサー
- アムステルビール
- bwin
- コカ・コーラ
- エレクトロニック・アーツ（EAスポーツ）
- MGモーター
- メルカド・リブレ
- ueno bank
- 美的グループ

### オフィシャルパートナー
- パワーエイド
- プーマ
- DHL
- Absolut Sport
- ユニリーバ

### オフィシャルライセンシー
- パニーニ